# NRK1
NRK1 ist ein Fernsehsender der staatlichen norwegischen Rundfunkgesellschaft NRK. Im ersten Quartal 2012 hatte der Sender einen Marktanteil von 35,4 %
Erste Testsendungen begannen am 12. Januar 1954, erste regelmäßige Testsendungen begannen am 13. April 1958. Das Programm nahm am 20. August 1960 in Oslo den regulären Sendebetrieb auf, als erster Fernsehsender des NRK. Bis 1996 hieß der Sender nur „NRK“. Mittlerweile gibt es auch die Schwesterprogramme NRK2 und NRK3.
Die Nachrichtensendung Dagsrevyen wird jeden Tag um 19 Uhr auf NRK1 und NRK2 ausgestrahlt. Eine der meistgesehenen Sendungen ist die Comedysendung Nytt på nytt.

## Senderlogos

Logo von 1996 bis 2000
Logo von 2000 bis 2011
Logo des HD-Ablegers von 2010 bis 2011
Logo von 2011 bis 2024
Logo des HD-Ablegers von 2011 bis 2024
Logo seit 2024